# 911 L.A.
A 911 L.A. 2018-tól vetített amerikai televíziós filmsorozat, amelynek alkotói Ryan Murphy, Brad Falchuk és Tim Minear. A zeneszerzői Mac Quayle és Todd Haberman, a producerei Lou Eyrich, Eryn Krueger Mekash, Adam Penn, Erica L. Anderson, Matthew Hodgson, Robert M. Williams Jr. és Jeff Dickerson. A tévéfilmsorozat a Reamworks, a Brad Falchuk Teley-Vision, a Ryan Murphy Television és a 20th Century Fox Television gyártásában készült, a 20th Television forgalmazásában jelent meg. Műfaját tekintve filmdráma-sorozat és akció-sorozat. Amerikában a Fox mutatta be 2018. január 3-án. Magyarországon a Prime tűzte műsorra 2018. április 12-én.

## Szereplők

### Főszereplők
| Szereplő                       | Színész               | Magyar hang     |
| ------------------------------ | --------------------- | --------------- |
| Athena Grant Nash              | Angela Bassett        | Kocsis Mariann  |
| Robert "Bobby" Nash            | Peter Krause          | Seder Gábor     |
| Evan "Buck" Buckley "Buckaroo" | Oliver Stark          | Bergendi Áron   |
| Henrietta "Hen" Wilson         | Aisha Hinds           | Makay Andrea    |
| Howard Han "Chimney"           | Kenneth Choi          | Szatmári Attila |
| Michael Grant                  | Rockmond Dunbar       | Juhász Zoltán   |
| Abigail "Abby" Clark           | Connie Britton        | Antal Olga      |
| Maddie Buckley Han             | Jennifer Love Hewitt  | Németh Borbála  |
| Edmundo "Eddie" Diaz           | Ryan Guzman           | Czető Roland    |
| May Grant                      | Corinne Massiah       | Hermann Lilla   |
| Harry Grant                    | Marcanthonee Jon Reis |                 |

### Visszatérő szereplők
| Szereplő               | Színész              | Magyar hang        |
| ---------------------- | -------------------- | ------------------ |
| Karen Wilson           | Tracie Thoms         | Garami Mónika      |
| Priest                 | Gavin Stenhouse      |                    |
| Carla Price            | Cocoa Brown          |                    |
| Eva Mathis             | Abby Brammell        |                    |
| Sue Blevins            | Debra Christofferson | Menszátor Magdolna |
| Captain Elaine Maynard | Claudia Christian    | Farkasinszky Edit  |
| Josh Russo             | Bryan Safi           | Bor László         |
| Christopher Diaz       | Gavin McHugh         | Sándor Barnabás    |
| Shannon Diaz           | Devin Kelley         |                    |
| Isabel Diaz            | Ana Mercedes         |                    |
| Lorraine               | Jennifer Aspen       |                    |
| Terry Flores           | Alex Loynaz          |                    |
| Taylor Kelly           | Megan West           |                    |
| Ali Martin             | Tiffany Dupont       |                    |
| Denny Wilson           | Declan Pratt         |                    |
| Doug Kendall           | Brian Hallisay       |                    |
| Jason Bailey           | Brian Hallisay       |                    |
| Lena Bosko             | Ronda Rousey         |                    |

### Vendégszereplők

#### 1. évad
| Szereplő        | Színész             | Magyar hang        |
| --------------- | ------------------- | ------------------ |
| Dave Morrisey   | John Marshall Jones |                    |
| Matthew Clark   | Doug Savant         |                    |
| Kyle            | JC Gonzalez         |                    |
| Tatiana         | Rachel Breitag      |                    |
| Laila Creedy    | Genneya Walton      |                    |
| Abby clark      |                     |                    |
| Patricia Clark  | Mariette Hartley    | Menszátor Magdolna |
| Aaron Brooks    | Todd Williams       |                    |
| Glenn           | Wolé Parks          |                    |
| Beth Clark      | Heather Mazur       |                    |
| Marcy Nash      | Laura Allen         |                    |
| Brook Nash      | Noelle E Parker     |                    |
| Robert Nash Jr. | London Cheshire     |                    |
| Cooper          | Brielle Barbusca    |                    |
| Georgina        | Josephine Lawrence  |                    |

#### 2. évad
| Szereplő                | Színész             | Magyar hang |
| ----------------------- | ------------------- | ----------- |
| Brian                   | Eric Nenninger      |             |
| Jen                     | Ali Hillis          |             |
| Russ                    | TJ Linnard          |             |
| Chief Miranda Williams  | Romi Dias           |             |
| Linda                   | Chiquita Fuller     |             |
| Gloria Wagner           | Christine Estabrook |             |
| Lola Peterson           | Romy Rosemont       |             |
| Norman Peterson         | Dan Roebuck         |             |
| Glenn                   | Reggie Austin       |             |
| Tommy Kinard            | Lou Ferrigno Jr.    |             |
| Captain Vincent Gerrard | Brian Thompson      |             |
| Stacey Mullins          | Rae Dawn Chong      |             |
| Sal Deluca              | Gino Anthony Pesi   |             |
| Captain Cooks           | Wiley Pickett       |             |
| Beatrice Carter         | Beverly Todd        |             |
| Samuel Carter           | Henry G. Sanders    |             |
| Detective Romero        | Danny Nucci         |             |
| Eric Lawrence Parnell   | Michael Graziadei   |             |
| Steven "Stevie" Parnell | Bryce Gheisar       |             |
| Jacob Daniel Walters    | Bryce Gheisar       |             |
| Noah Parnell            | Kellan Bold         |             |
| Brian Gallagher         | Kellan Bold         |             |
| Kevin Lee               | James C. Chen       |             |
| Anne Lee                | Freda Foh Shen      |             |
| John Lee                | Kelvin Han Yee      |             |
| Eli                     | Max Brandt          |             |
| April                   | Kim Yarbrough       |             |
| Thomas                  | Mark Derwin         |             |
| Detective Andy Marks    | Colby French        |             |
| Marty Collins           | Joseph Lyle         |             |
| Sonia Moss              | Skye P. Marshall    |             |
| Roger Moss              | Derek Phillips      |             |
| Franklin Prentiss       | Christian Clemenson |             |
| Nina                    | Jenica Bergere      |             |
| Chief Alonzo            | Javier Grajeda      |             |
| Father Jameson          | Nick Searcy         |             |
| Victor Costas           | Eddie McClintock    |             |
| Ellie Costas            | Lauren Stamile      |             |
| Freddie Costas          | Anthony Turpel      |             |
| Deputy Chief Phil Evans | Andy Umberger       |             |
| Isabel Diaz             | Ana Mercedes        |             |
| Brandon Skinner         | Tyler Ross          |             |
| Aunt Josephina          | Terri Hoyos         |             |
| Ramon Diaz              | George DelHoyo      |             |
| Helena Diaz             | Paula Marshall      |             |
| ATF Agent Shawn Boyd    | Zeus Mendoza        |             |
| Roy                     | Steve Wilcox        |             |
| Maude                   | Charisma Carpenter  |             |
| Becca Dupre             | Carrie Wampler      |             |

## Magyar változat[1]
- Magyar szöveg: Heiszenberger Éva, Jánosi Emese
- Hangmérnök: Patkovics Péter
- Gyártásvezető: Boskó Andrea
- Szinkronrendező: Berzsenyi Márta
- Produkciós vezető: Kovács Anita
- A szinkront a Pannonia Dubbing Solutions készítette a TV2 Csoport megbízásából.

## Évados áttekintés
| Évad | Évad | Részek száma | Részek száma | Eredeti sugárzás     | Eredeti sugárzás  | Eredeti adó          | Magyar sugárzás     | Magyar sugárzás  | Magyar adó |
| Évad | Évad | Részek száma | Részek száma | Évadbemutató         | Évadzáró          | Eredeti adó          | Évadbemutató        | Évadzáró         | Magyar adó |
| ---- | ---- | ------------ | ------------ | -------------------- | ----------------- | -------------------- | ------------------- | ---------------- | ---------- |
|      | 1.   | 10           | 10           | 2018. január 3.      | 2018. március 28. |                      | 2018. április 12.   | 2018. június 14. |            |
|      | 2.   | 18           | 18           | 2018. szeptember 23. | 2019. május 13.   | 2018. december 13.   | 2019. június 20.    |                  |            |
|      | 3.   | 18           | 18           | 2019. szeptember 23. | 2020. május 11.   | 2020. október 9.     | 2020. december 11.  |                  |            |
|      | 4.   | 14           | 14           | 2021. január 18.     | 2021. május 24.   | 2021. szeptember 10. | 2021. október 22.   |                  |            |
|      | 5.   | 18           | 18           | 2021. szeptember 20. | 2022. május 16.   | 2022. február 10.    | 2022. augusztus 4.  |                  |            |
|      | 6.   | 18           | 18           | 2022. szeptember 19. | 2023. május 15.   | 2023. szeptember 6.  | 2023. szeptember 6. |                  |            |
|      | 7.   | 10           | 10           | 2024. március 14.    | 2024. május 30.   |                      | 2024. május 1.      | 2024. július 3.  |            |
|      | 8.   | 18           | 18           | 2024. szeptember 26. | 2025. május 15.   | 2024. október 17.    | 2025. június 5.     |                  |            |
|      | 9.   | 18           | 18           | 2025. október 16.    | ?                 | 2025. október 30.    | ?                   |                  |            |

## Spin-off
Fő cikk: 911-Texas
2019 május 12-én bejelentették, hogy a 9-1-1: Lone Star címet viselő spin-off premierje 2020. január 19-én lesz, közvetlenül az NFC Championship meccsét követően és az azt következő este, 2020. január 20-án folytatódik majd.  Ugyanezen a napon bejelentették, hogy Rob Lowe lesz a főszereplő. Szeptemberben bejelentették, hogy Lowe mellett Liv Tyler, Ronen Rubinstein, Sierra McClain, Jim Parrack, Natacha Karam, Brian Michael Smith, Julian Works és Rafael Silva is szerepelni fog majd a sorozatban.
A covid miatt Liv Tyler nem tért vissza a második évadra, helyette Gina Torres-t  mutatták be mint rendszeres szereplő.